# Мајмун у трамвају
„Мајмун у трамвају” је југословенски кратки ТВ филм из 1986. године. Режирао га је Владимир Момчиловић а сценарио су написали Фадил Хаџић и Милан Јелић.

## Улоге
| Глумац                    | Улога |
| ------------------------- | ----- |
| Бранимир Брстина          |       |
| Симонида Ђорђевић         |       |
| Бранислав Цига Миленковић |       |
| Миодраг Радовановић       |       |
| Олга Спиридоновић         |       |